# Киевская правда (издательство)
Издательство «Киевская правда» (укр. видавництво «Київська правда») — издательско-полиграфический комплекс в Киеве.

## История
История начинается в 1900 году из типографии Р. Лубкивского, которая производила приглашения, проспекты, рекламные объявления театров, а также печатала газеты.
Издательство выпускало одноимённую газету основанную 27 марта 1917 года в Киеве как «Голос социал-демократа», впоследствии — «Пролетарская мысль», с 1918 — «Киевский коммунист», с 1919 — «Коммунист», с августа 1921 года — «Пролетарская правда», с 1925 — «Пролетарская правда» (на украинском языке), 1941 по 1943 года выпуск газеты был прекращен, с 1943 года — современное название.
С 1944 года издательство размещалось на улице Богдана Хмельницкого № 19.
В 1981 году построено новое здание, в которое было перемещено издательство (ул. Ивана Выговского, № 13).